# عبد الله الملا
عبد الله الملا (مواليد 25 مارس 1995، لاعب كرة قدم إماراتي.
مثل نادي دبي في الفئات السنية ولعب بعدها مع نادي حتا ونادي مصفوت ونادي الذيد ونادي دبا الحصن ونادي جلف.